# Radiserne
Radiserne er den danske titel på den amerikanske tegneserie Peanuts, som blev skabt af Charles M. Schulz. Den er en af de mest populære og indflydelsesrige striber med 17.897 udgivelser. Tegneserien begyndte i USA den 2. oktober 1950 og i Danmark den 14. juni 1959 i avisen Politiken. Alle tv-film er blevet vist i Danmark på Danmarks Radio.
Serien så dagens lys i 1950 og blev et verdensfænomen. I sin storhedstid blev striben trykt i 2.600 forskellige aviser i 75 forskellige lande med 355 millioner læsere på 21 sprog. I Nordeuropa kom Radiserne på svensk siden 1954 (Snobben i avisen Expressen), på norsk siden 1962 (Knøttene i avisen Aftenposten) og på finsk siden 1959 (Tenavat i avisen Ilta-Sanomat).
Schulz forsatte med at tegne nye striber til kort før sin død 12. februar 2000. Den sidste  blev bragt 3. januar 2000 og sidste søndagsside 13. februar 2000. I slutningen af sin sidste tegneserie skrev Schulz:
| Dear friends I have been fortunate to draw Charlie Brown and his friends for almost 50 years. It has been the fulfillment of my childhood ambition. Unfortunately, I am no longer able to maintain the schedule demanded by a daily comic strip. My family does not wish Peanuts to be continued by anyone else, therefore I am announcing my retirement. I have been grateful over the years for the loyalty of our editors and the wonderful support and love expressed to me by fans to the comic strip Charlie Brown, Snoopy, Linus, Lucy... How can I ever forget them ? -Charles M. Schulz |  | Kære venner Jeg har været så heldig at tegne Søren Brun og hans venner i næsten 50 år. Det har været opfyldelsen af min barndomsdrøm. Desværre kan jeg ikke længere overholde den tidsplan, der kræves af en daglig tegneserie. Min familie ønsker ikke at Radiserne skal fortsættes af nogen anden, så derfor meddeler jeg, at jeg går på pension. Jeg har været taknemmelig gennem årene for loyaliteten fra vores redaktører og den vidunderlige støtte og kærlighed udtrykt til mig af fans af tegneserien. Søren Brun, Nuser, Tomas, Trine... hvordan kan jeg nogensinde glemme dem? - Charles M. Schulz |

Der var også blevet lavet tegnefilm over serien. Den blev oversat til dansk af Ida Elisabeth Hammerich.

## Persongalleri
Personerne angives med dansk og engelsk navn samt en kort karakteristik.
- Søren Brun (Charlie Brown): Hovedpersonen med det pessimistiske livssyn
- Nuser (Snoopy): Søren Bruns hund
- Tomas (Linus van Pelt): Søren Bruns bedste ven
- Trine (Lucy van Pelt): Tomas' storesøster
- Schrøder (Schroeder): Klaverspillende dreng
- Nina (Sally Brown): Søren Bruns lillesøster
- Rumle (Pigpen): Den konstant snavsede dreng
- Woodstock: En lille fugl, der er Nusers bedste ven
- Dacapo (Rerun): Trine og Tomas´ lillebror
- Lotte (Marcie)
- Rikke Rask (Peppermint Patty)
- (Franklin)

## Musical
I 1967 skrev komponisten Clark Gesner musicalen You're a good man, Charlie Brown (på dansk Du er god nok, Søren Brun) over tegneserien. Musicalen blev oprindeligt opført Off-Broadway i New York gennem fire år og under turné med Gary Burghoff i rollen som Charlie Brown. En opdateret genopførelse fik premiere i 1999 på Broadway, hvor den i løbet af tre år opnåede at blive USA's hyppigst opførte teaterproduktion.
Denne musical blev opført professionelt i Danmark med en meget ung Claus Ryskjær i rollen som Nuser. Musicalen blev sat op for anden gang i efteråret 2006, denne gang som en landsdækkende turné. Det var HERO teaterproduktion, der producerede i samarbejde med Aalborg Kongres og Kultur Center. Den fik premiere i Musikhuset Aarhus 20. september 2006, med tekster oversat af Nina Munkholm Collet og Henrik Trenskow.
Teatret Gorgerne satte i slutningen af maj 2008 en ny udgave op på det københavnske familieteater, Teatret Zeppelin.

## Økonomiske rettigheder
Selskabet Peanuts Worldwide, der administrerer rettighederne til Radise-brandet, er ejet af Iconix Brand Group (80%) og Schultz's arvinger (20%).  Hovedaktionærerne undersøger i januar 2017 via investeringsbanken Guggenheim Partners LLC mulighederne for at sælge aktieposten.  Rettighederne indbringer iflg. Reuter 200 mio USD årligt.